# Raymond Franchetti
Raymond Henri Albert Franchetti (Aubervilliers, 7 aprile 1921 – Marsiglia, 14 giugno 2003) è stato un ballerino, direttore artistico e maestro di balletto francese.

## Biografia
Allievo di Gustave Ricaux e Ljubov' Nikolaevna Egorova, Ratmond Franchetti fece il suo debutto sulle scene da adolescente nel 1936 con l'Opéra russe à Paris. Successivamente danzò con i Ballets de la Jeunesse, il Théâtre de Lille, i Ballets de Monte-Carlo e nella compagnia del Marchese de Cuevas. Nel 1947 si unì al balletto dell'Opéra di Parigi, di cui divenne premier danseur nel 1954; in questa veste si fece apprezzare soprattutto in ruoli da caratterista. 
Dal 1963 insegnò alla Scuola di danza dell'Opéra di Parigi e successivamente aprì un proprio studio. Tra i più influenti insegnanti della seconda metà del XX secolo, annoverò tra i suoi studenti Michail Baryšnikov, Margot Fonteyn e Rudol'f Nureev, che lo invitò al Royal Ballet come maître de ballet nel 1966. Dal 1972 al 1977 diresse il balletto dell'Opéra di Parigi, apportando modifiche strutturali ancora in vigore nella compagnia. Inaugurò anche la pratica di filmare le rappresentazioni, aprì un centro per la danza sperimentale all'interno della compagnia e nominò Claude Bessy direttrice della scuola di danza.
Morì a Marsiglia nel 2003 all'età di 82 anni.